# Tour 3er Arco
Tour 3er Arco es la tercera gira realizada por la banda de rock argentina Los Piojos. Fue realizada para presentar su tercer álbum de estudio, que lleva por nombre 3er Arco. Comenzó el 28 de septiembre de 1996 y terminó el 15 de noviembre de 1997. El comienzo de esta gira fue con dos shows en el estadio Obras, uno en La Plata, dos en el Microestadio de Ferro, uno en Bahía Blanca, uno en Concordia, uno en Córdoba, uno en Rosario, uno en el estadio Socios Fundadores y otros tres shows en el Estadio Obras Sanitarias, para luego girar por Mar del Plata y Entre Ríos. En mayo tocaron en La Plata, y luego dieron dos shows en Avellaneda en el mes de julio. Luego partieron al sur argentino y tocaron en Mar del Plata, para luego volver a Córdoba y tocar en Tierra del Fuego. Siguieron recorriendo el país hasta llegar al Estadio Ferro para participar en el Festival de las Madres de Plaza de Mayo, para terminar la gira en Bahía Blanca y en el Parque Sarmiento. Tras finalizar la gira, al año siguiente se metieron a grabar lo que sería su nueva producción discográfica, que lleva por título Azul.

## Lanzamiento del disco, videoclips y gira

### 1996
El 31 de agosto sale este disco, que se titula 3er Arco. Contiene 13 temas, la mayor parte de ellos estrenados en 1995 durante las presentaciones del segundo disco. El tema que arranca este disco, de nombre Esquina Libertad, hace referencia a una esquina donde la banda tenía su sala de ensayos, en la cual empezó a gestarse ese disco, además de hacer mención al Che Guevara en una de sus estrofas. El tema Shup shup fue estrenado durante un concierto en el Teatro Arpegios en 1993, con fecha del 9 de julio, aunque con una letra distinta a la que aparece en este disco. La frase promocional de este disco es Y parecía que sólo existían dos arcos, y que la única manera de vencer era aplastando al enemigo. Su productor fue Alfredo Toth. Este disco fue el que catapultó a la banda al estrellato, como ocurrió en el año 1990, con el lanzamiento de Magos, espadas y rosas, segundo disco de Rata Blanca. El arte de tapa de este disco fue hecho por Diego Perrotta, y la escenografía de la mayor parte de los shows la desarrolló Hernán Bermúdez. Contiene 13 temas, de los cuales dos contienen videoclip. El primero fue grabado en el estadio de Huracán con imágenes de las jugadas de Diego Armando Maradona, en donde también se puede ver a la banda jugando a la pelota, mientras que el segundo fue grabado en Mar del Plata. Contiene, sobre el final de «Verano del '92», un track oculto, que se llama «Allá se van Los Piojos», y quedó afuera de este disco el tema «No jugués conmigo». Cuenta con la participación de Noel Schajris de Sin Bandera en teclados en la canción Todo pasa, y con Alejandro Brítez en acordeón en la canción mencionada y en Don't say tomorrow, siendo esta última la primera canción bilingüe en la carrera de la banda, y con Alfredo Toth en coros. Además, la banda incursiona por primera vez en el tango con su canción Gris, primer tango realizado de manera propia por la banda. La presentación oficial de este disco se realiza con dos shows en el estadio Obras los días 28 y 29 de septiembre, a estadio lleno. El 11 de octubre, en la gira de presentación del disco, la banda toca por primera vez en el Estadio Atenas. En noviembre, la banda toca por primera vez en su carrera en el Microestadio de Ferro. Allí, en esos dos recitales, la banda presentó en sociedad el videoclip de Maradó, pero con la particularidad de que el primer concierto estuvo marcado por la lluvia, y con un inconveniente técnico en la presentación de este video. Pese a eso, el público explotó en aplausos, ante un Microestadio de Ferro totalmente hirviendo. En el segundo concierto, volvieron a pasar el video, aunque ya con el sonido solucionado. Los shows tuvieron lugar el 8 y 9 de noviembre, y luego volvieron a tocar en el estadio Obras el 27, 28 y 29 de diciembre, repitiendo lo hecho por Los Redondos en 1991. El regreso al estadio se dio después de la última presentación de La Renga, ocurrida el 21 de diciembre, cuando presentaron Despedazado por mil partes. Previo al regreso al estadio Obras, la banda tocó por primera vez en el estadio Socios Fundadores de Comodoro Rivadavia, en un concierto que tuvo lugar el 21 de diciembre, antes en Bahía Blanca el 15 de noviembre, en Concordia el 23 de noviembre, en Córdoba el 7 de diciembre y en Rosario el 13 de diciembre, y así despidieron el año. En todos esos conciertos, es ahí donde se forjó esa especie de fiesta que el público denominó Rituales, y sólo lo entiende gran parte de los que alguna vez vieron a la banda en directo.

### 1997
Comienzan el año tocando el 16 de enero en Mar del Plata, luego de casi un mes de descanso, tras tocar en Obras los días 27, 28 y 29 de diciembre de 1996. El recital tuvo lugar en Go! Discotheque. En marzo, la banda toca en Concordia otra vez, luego tocan en el Club Juniors y en L'étôile y en mayo hacen lo propio en Rosario (2 de mayo), San Justo (3 de mayo) y La Plata, en dos conciertos que tuvieron lugar en el estadio Polideportivo de Gimnasia, el 9 y 10 de mayo, mientras que el primero se hizo en el Centro de Expresiones Contemporáneas, donde lo habían hecho el 13 de diciembre de 1996. En julio se realizaron dos shows a sala llena en el Microestadio de Racing Club de Avellaneda, el 18 y 19 de julio. En la primera fecha hubo una coincidencia. Malón tocó en el Microestadio de Ferro en el marco de la presentación de Justicia o resistencia, y a su vez la grabación de Resistencia viva, delante de 4.500 personas. Luego de esos dos shows, Los Piojos tocaron en Comodoro Rivadavia y Puerto Madryn, y luego tocaron en Mar del Plata nuevamente el 31 de julio y 1 de agosto. El 10 de agosto se presentaron en el estadio General Paz Juniors. El 16 y 17 de agosto tocaron dos veces en Ushuaia. Los shows tuvieron lugar en la Plaza Cívica 12 de Octubre. Justo iban a tocar Los Redondos en Olavarría, pero se suspendieron debido a que el intendente Helios Eseverri les impidió desarrollar esos dos conciertos.  El 24 tocaron en el estadio de Colón, y en el estadio de Olimpo el día 26, y luego dieron dos shows en el estadio Andes Talleres. El 7 de septiembre dieron un show en el estadio de Estudiantes de San Luis, después en Neuquén el 11 de septiembre, siguieron con un doblete en Bariloche el 13 y 14 de septiembre, y luego dieron dos shows en el Microestadio de Argentino de Quilmes y después en L'étôile Disco. Los shows del 26 y 27 de septiembre se dieron a una semana de la despedida de Soda Stereo, aquella que tuvo lugar en el estadio de River el 20 de septiembre de 1997, lo que fue llamado por la banda como El último concierto. En octubre, la banda toca en el estadio de Ferro, en un concierto que tuvo lugar en el marco del Festival por los 20 años de las Madres de Plaza de Mayo junto a bandas de la talla de La Renga, Malón, Rata Blanca, Las Pelotas, Divididos, Todos Tus Muertos, entre otros. Luego del concierto en Ferro, tocaron el 1 de noviembre en el Teatro de Verano con La Vela Puerca y Abuela Coca como teloneros, siendo este su primer ritual en tierras uruguayas. La primera banda mencionada que abrió el concierto de Los Piojos estaba empezando a dar sus primeros pasos en la música, a dos años de haberse formado. El 5 de noviembre tocaron en Bahía Blanca, ya de regreso en Argentina, y luego hicieron lo suyo en el Parque Sarmiento ante más de 7.000 personas, dejando en claro que la banda está incorporada a las ligas mayores del rock nacional. Así se terminó la gira.

## Setlist
Representa el ritual del 28 de septiembre de 1996
1. "Fumigator" (Parte 1)
2. "Babilonia"
3. "Ximenita"
4. "Taxi boy"
5. "Ay ay ay"
6. "Al atardecer"
7. "Angelito"
8. "Intro Maradó"
9. "Maradó"
10. "Llévatelo"
11. "Tan solo"
12. "El farolito"
13. "Intermezzo"
14. "Ando ganas (Llora llora)"
15. "Todo pasa"
16. "Yira yira"
17. "Arco"
18. "Gris"
19. "Shup shup"
20. "Esquina Libertad"
21. "Don't say tomorrow"
22. "Fumigator" (Parte 2)
23. "Verano del '92"
24. "Pistolas"
25. "Muy despacito"
26. "Manise"
27. "Cruel"
28. "Muévelo"
29. "Arco II"

## Conciertos
| Fecha                    | Ciudad             | País      | Recinto                                    | Asistencia |
| ------------------------ | ------------------ | --------- | ------------------------------------------ | ---------- |
| América del Sur          |                    |           |                                            |            |
| 28 de septiembre de 1996 | Buenos Aires       | Argentina | Estadio Obras Sanitarias                   | 5,000      |
| 29 de septiembre de 1996 | Buenos Aires       | Argentina | Estadio Obras Sanitarias                   | 5,000      |
| 11 de octubre de 1996    | La Plata           | Argentina | Estadio Atenas                             |            |
| 8 de noviembre de 1996   | Buenos Aires       | Argentina | Microestadio Ferro Carril Oeste            |            |
| 9 de noviembre de 1996   | Buenos Aires       | Argentina | Microestadio Ferro Carril Oeste            |            |
| 15 de noviembre de 1996  | Bahía Blanca       | Argentina | Club Universitario                         |            |
| 22 de noviembre de 1996  | Santa Rosa         | Argentina | Club Estudiantes                           |            |
| 23 de noviembre de 1996  | Concordia          | Argentina | Costa Chaval                               |            |
| 7 de diciembre de 1996   | Córdoba            | Argentina | Club Hindú                                 |            |
| 13 de diciembre de 1996  | Rosario            | Argentina | Centro de Expresiones Contemporáneas       |            |
| 21 de diciembre de 1996  | Comodoro Rivadavia | Argentina | Estadio Socios Fundadores                  | 4,000      |
| 27 de diciembre de 1996  | Buenos Aires       | Argentina | Estadio Obras Sanitarias                   | 5,000      |
| 28 de diciembre de 1996  | Buenos Aires       | Argentina | Estadio Obras Sanitarias                   | 5,000      |
| 29 de diciembre de 1996  | Buenos Aires       | Argentina | Estadio Obras Sanitarias                   | 5,000      |
| 16 de enero de 1997      | Mar del Plata      | Argentina | Go! Disco                                  |            |
| 29 de marzo de 1997      | Concordia          | Argentina | Costa Chaval                               |            |
| 5 de abril de 1997       | Córdoba            | Argentina | Club Juniors                               |            |
| 12 de abril de 1997      | Santa Fe           | Argentina | Estadio 15 de Abril                        |            |
| 19 de abril de 1997      | San Carlos Centro  | Argentina | L'étôile Disco                             |            |
| 2 de mayo de 1997        | Rosario            | Argentina | Centro de Expresiones Contemporáneas       |            |
| 3 de mayo de 1997        | San Justo          | Argentina | Asombro Disco                              |            |
| 9 de mayo de 1997        | La Plata           | Argentina | Polideportivo Gimnasia y Esgrima           | 5,000      |
| 10 de mayo de 1997       | La Plata           | Argentina | Polideportivo Gimnasia y Esgrima           | 5,000      |
| 18 de julio de 1997      | Avellaneda         | Argentina | Microestadio Racing Club                   | 5,000      |
| 19 de julio de 1997      | Avellaneda         | Argentina | Microestadio Racing Club                   | 5,000      |
| 25 de julio de 1997      | Comodoro Rivadavia | Argentina | Club Gimnasia y Esgrima                    |            |
| 27 de julio de 1997      | Puerto Madryn      | Argentina | Discoteca Jardín                           |            |
| 31 de julio de 1997      | Mar del Plata      | Argentina | Go! Disco                                  |            |
| 1 de agosto de 1997      | Mar del Plata      | Argentina | Go! Disco                                  |            |
| 10 de agosto de 1997     | Córdoba            | Argentina | Estadio General Paz Juniors                | 15,000     |
| 16 de agosto de 1997     | Ushuaia            | Argentina | Plaza Cívica 12 de Octubre                 |            |
| 17 de agosto de 1997     | Ushuaia            | Argentina | Plaza Cívica 12 de Octubre                 |            |
| 24 de agosto de 1997     | Santa Fe           | Argentina | Estadio Brigadier General Estanislao López |            |
| 26 de agosto de 1997     | Bahía Blanca       | Argentina | Estadio Roberto Natalio Carminatti         |            |
| 30 de agosto de 1997     | Mendoza            | Argentina | Estadio Andes Talleres                     |            |
| 31 de agosto de 1997     | Mendoza            | Argentina | Estadio Andes Talleres                     |            |
| 7 de septiembre de 1997  | San Luis           | Argentina | Estadio El Coliseo                         |            |
| 11 de septiembre de 1997 | Neuquén            | Argentina | Club Independiente                         |            |
| 13 de septiembre de 1997 | Bariloche          | Argentina | Paraíso Perdido                            |            |
| 14 de septiembre de 1997 | Bariloche          | Argentina | Paraíso Perdido                            |            |
| 26 de septiembre de 1997 | Quilmes            | Argentina | Microestadio Argentino de Quilmes          | 4,000      |
| 27 de septiembre de 1997 | Quilmes            | Argentina | Microestadio Argentino de Quilmes          | 4,000      |
| 28 de septiembre de 1997 | San Carlos Centro  | Argentina | L'étôile Disco                             |            |
| 11 de octubre de 1997    | Buenos Aires       | Argentina | Estadio Ferro Carril Oeste                 | 25,000     |
| 1 de noviembre de 1997   | Montevideo         | Uruguay   | Teatro de Verano                           |            |
| 5 de noviembre de 1997   | Bahía Blanca       | Argentina | Club Universitario                         |            |
| 15 de noviembre de 1997  | Buenos Aires       | Argentina | Parque Sarmiento                           | 7,000      |

## Países visitados
- Argentina
- Uruguay

## Formación durante la gira
- Andrés Ciro Martínez - Voz y armónica (1989-2009, 2024-Actualidad)
- Gustavo Kupinski - Guitarra (1991-2009)
- Daniel Fernández - Guitarra (1988-2008, 2024-Actualidad)
- Daniel "Dani" Buira - Batería (1988-2000, 2024-Actualidad)
- Miguel Ángel "Micky" Rodríguez - Bajo (1988-2009)

## Curiosidades
En el concierto brindado el 8 de noviembre de 1996 en el Microestadio de Ferro, se presentó el video musical de «Maradó». Se apagaron las luces y se proyectó el video, se largó a llover, y al instante, se encendieron las luces del Microestadio de Ferro, salió la banda, se oyeron los primeros acordes y se abrió el ritual con «Esquina Libertad».
Por otro lado, en el primer concierto en Obras, el grupo interpretaba «Don't Say Tomorrow», y mientras eso pasaba, el cantante Andrés Ciro Martínez se dio cuenta de que no gritaron el ¡Hey! bien fuerte, y se lo notó visiblemente enojado.
Se estrenaron canciones de lo que pronto sería su cuarto disco de estudio, y fueron tocados durante 1997, a excepción del concierto del 11 de octubre de ese año en el estadio de Ferro durante el Festival por los 20 Años de las Madres de Plaza de Mayo.
El color predominante en la gira era el amarillo.
En el primer concierto en Obras, brindado el 28 de septiembre de 1996, antes de arrancar el recital, se escucharon sonidos de flautas de afilador. Subieron personas con antorchas apenas se apagaron las luces del estadio, que estaba vacío y oscuro. El primero en subir al escenario fue Daniel Buira, que introdujo al público a una especie de rito. Después salieron, de a poquito, los otros integrantes del grupo. Se escucharon los primeros acordes, primero despacio, después rápido, y el público empezó a gritar. Se abrió el concierto con la primera parte de Fumigator.
Los Piojos fueron la tercera banda de rock argentino que tocó en el Microestadio de Ferro, por detrás de Rata Blanca (5 de agosto de 1991) y La Renga (23 de diciembre de 1994 y 5, 6 y 7 de julio de 1996)
El videoclip de Maradó volvió a presentarse el 9 de noviembre de 1996 en su segundo ritual en el Microestadio de Ferro, al igual que en la fecha anterior, en un concierto marcado por la lluvia.
En el cuarto ritual en Obras, antes de que arrancara Taxi boy, el líder de la banda ironizó sobre su supuesta participación en La Noche del Domingo, cuando en realidad iban a dar el último ritual del año el 29 de diciembre de 1996, lo que provocó que el público que llenó Obras lanzara carcajadas.
En el ritual del 21 de diciembre de 1996 en Comodoro Rivadavia, la banda salió al escenario a través de un pasillo que da directo a este. Se apagan las luces, sube la banda al escenario, arranca el recital y la banda se lleva una gigantesca ovación.
En el concierto dado el 8 de noviembre de 1996 en el Microestadio de Ferro, estaba todo preparado para la presentación del videoclip de Maradó, justo cuando Los Piojos estaban a punto de salir a tocar. Sin embargo, quien proyectó el videoclip arrojó un cable hasta el balcón donde estaba la gente, no se dio cuenta de que lo usaron para colgar banderas y el cable se rompió. Como consecuencia del inconveniente, el video salió sin audio. Al día posterior, el sonido se arregló y lo volvieron a pasar. Por eso, Andrés Ciro Martínez salió al escenario en la noche del 9 de noviembre de 1996, se acercó al micrófono y explicó lo sucedido.
En el último concierto de esta gira, brindado el 15 de noviembre de 1997, la banda interpretó el tema Pedro Navaja del reconocido cantante panameño Rubén Blades.
En el recital en La Plata del 11 de octubre de 1996, Andrés Ciro Martínez se mostró enojado por las constantes críticas hacia Gustavo Cerati.
En la segunda fecha en el Microestadio de Ferro brindada el 9 de noviembre de 1996, el guitarrista de la banda se abrazó a uno de los escenógrafos y se puso a llorar, porque se había solucionado el inconveniente de la primera noche y la puesta en escena salió como ellos esperaban. El concierto abrió con Taxi boy.
En el concierto del 21 de diciembre de 1996, Andrés Ciro Martínez denominó a Comodoro Rivadavia como la Capital Piojosa.
En uno de los conciertos de la banda en el Microestadio de Racing, una espectadora sufrió un esguince de tobillo, con lo cual al año posterior salió una canción en el que se relata esa experiencia, y se titula Uoh pa pa pa.
En los dos primeros shows en Obras, brindados el 28 y 29 de septiembre de 1996, Andrés Ciro Martínez comentó que tocar en ese escenario era como salir con la mujer que uno esperó toda la vida, y que de golpe vaya con la hermana.
Pese al inconveniente en la presentación del videoclip de Maradó el día 8 de noviembre de 1996, el público que colmó el Microestadio de Ferro no dejó de aplaudir y cantar bajo la lluvia.
En algunos conciertos de esta gira, la banda interpretó el tango El día que me quieras, siendo la segunda banda de rock argentino en interpretar canciones de este estilo, por detrás de La Renga, que interpretó en varias ocasiones su tema Tanguito pa' mi país.
A diferencia del show del 8 de noviembre de 1996, la segunda fecha en el Microestadio de Ferro del 9 de noviembre de 1996 se realizó sin lluvia.
En el concierto del 8 de noviembre de 1996 en el Microestadio de Ferro, según dicen los rumores, la banda interpretó Blues del gato sarnoso y Ay, qué maravilla.
Son el tercer grupo que tocó en el Teatro de Verano, por detrás de Divididos y Los Redondos. Le siguen La Renga, Rata Blanca y Ciro y los Persas.